# Jacqueline Faría
Jacqueline Faría   (Caracas, 3 de febrer de 1957) és una política veneçolana i enginyera especialitzada en hidràulica, graduada a la Universitat Central de Veneçuela, i qui va passar per diverses designacions al llarg de la gestió governamental del president Hugo Chávez, i el seu successor, Nicolás Maduro. Va exercir càrrecs d'importància en l'alt govern de Veneçuela, incloent la seva designació com a Cap de Govern del Districte Capital.

## Gestió pública
Va ser presidenta de l'empresa d'aigua metropolitana de Caracas Hidrocapital, on va impulsar el projecte de Meses Tècniques d'Aigua i de serveis de clavegueram i drenatges al programa Millora Urbana en sectors populars de la capital. Posteriorment va exercir com a ministra de l'Ambient per al Govern d'Hugo Chávez, que la va designar per al càrrec l'any 2005. El 2015, Faría va tornar al Gabinet Executiu com a ministra, sent designada com a titular de la cartera de Comunicació i Informació pel president Nicolás Maduro.
Faria va exercir com a presidenta de Movilnet entre 2008 i 2009, i novament entre 2016 i 2017. Durant la seva tasca enfront de l'operadora de telefonia, aquesta va augmentar la seva participació de subscriptors, ampliant la seva diferència enfront de Movistar a 4%. L'agost de 2009 va ser presidenta de CANTV, el grup d'empreses estatal de telecomunicacions.

## Política
Políticament s'exerceix en la directiva del PSUV des de l'any 2008.
Va ser nomenada com a primera Cap de Govern del Districte Capital, nova figura que per decret i sancionada en l'Assemblea Nacional de Veneçuela el 2009, és designada directament pel President de Veneçuela.

## Controvèrsies
El 2005, durant el govern del president Hugo Chávez, es va organitzar un pla per al sanejament del riu Guaire davant de diversos mandataris regionals, i el 18 d'agost va prometre que «L'any que ve els convido a tots i a tu, Daniel Ortega, et convido a què ens banyem al Guaire l'any que ve». Jacqueline Faría, ministra d'ambient per llavors, va ser encarregada de portar el projecte.
El 2006 es van destinar 772 mil milions de bolívars per a l'obra, i el 2007 Faría va assegurar que tot i que la neteja d'un riu com el Guaire podria trigar fins a 15 anys, el «procés revolucionari» el lliuraria sanejat el 2014. Fins al juliol de 2016, el Banc Interamericà de Desenvolupament va desemborsar 83,6 milions de dòlars per sanejar el riu Guaire. En el mateix any, la Comissió Permanent d'Administració i Serveis de l'Assemblea Nacional, presidida pel diputat Stalin González, en conjunt amb la Comissió d'Ambient i Recursos Naturals, van denunciar que s'havien gastat 77 milions de dòlars per al sanejament del riu, quan l'execució del projecte va ser de tot just 26%.
El 19 d'abril de 2017, durant la Mare de Totes les Marxes a les protestes en Veneçuela de 2017, diversos manifestants opositors van haver de travessar el riu Guaire per escapar de les bombes lacrimògenes usades per les forces de seguretat; un usuari de Twitter li va preguntar sobre el destí dels dòlars dirigits al projecte de sanejament, a la qual cosa Faria va respondre «Es van invertir tots, sinó pregunta a la teva gent que es va banyar amb molt de gust!». La seva resposta va generar una gran quantitat de rèpliques en repudi a la declaració.
Segons Juan Bautista González, professor de la Universitat Central de Veneçuela que va coordinar el component social del Projecte de Sanejament del riu Guaire des de Catia fins Quinta Crespo, en la recuperació del riu Guaire s'havien invertit 14 milions de dòlars, dels quals segons ell van ser «robats». Fins a la data es desconeix la destinació de la inversió de el projecte.